# Phaeohelotium nobile
Phaeohelotium nobile är en svampart som först beskrevs av Josef Velenovský, och fick sitt nu gällande namn av Dennis 1971. Phaeohelotium nobile ingår i släktet Phaeohelotium och familjen Helotiaceae.  Artens status i Sverige är: Ej påträffad. Inga underarter finns listade i Catalogue of Life.